# Царевна Вавилонская
«Царевна Вавилонская» (фр. La Princesse de Babylone) — философская повесть французского писателя Вольтера, написанная в 1767/68 году, впервые опубликованная в 1768 году.

## Сюжет
Действие повести происходит на условном Востоке: вавилонская царевна Формозанта и пастух Амазан путешествуют по разным странам, ища друг друга. Отец Формозанты желает найти ей достойного мужа, и ко дворцу прибывают фараон Египта и его бык Апис, царь Индии, великий хан скифов и красивый незнакомец из страны Гангаридов Амазан, воспитанный пастухами. В тексте «Царевны Вавилонской» легко угадываются намёки на современную Вольтеру действительность. «Альбион» — это Великобритания, «старец семи холмов» — папа римский, а «страна киммерийцев» — Российская империя.

## Публикация и восприятие
Вольтер написал повесть в конце 1767 или начале 1768 года. В марте 1768 года она была опубликована без указания имени автора, в том же году несколько раз перепечатывалась. Из-за похвал в адрес императрицы Екатерины II повесть быстро перевели на русский язык, и Екатерина сама рекомендовала приближённым прочесть новое произведение Вольтера.